# Де Брёкер, Роже
Роже де Брёкер (нидерл. Roger De Breuker 13 июля 1940, Гроббендонк, Антверпен — 26 октября 2018, Антверпен, Фламандский регион) — бельгийский профессиональный шоссейный велогонщик в 1962-1966 годах. Победитель двух этапов на Тур де Франс (1963).

## Достижения
1961
1-й Тур Берлина U23
1-й Тур Бельгии (любители)
1962
1-й — Этап 9 Велогонка Мира
1-й — Этапы 7 и 9 Тур Туниса
1963
1-й — Этапы 6 и 20 Тур де Франс
1964
7-й E3 Харелбеке
1965
3-й Чемпионат Бельгии  — Гонка преследования (трек)
3-й Тур Бельгии — Генеральная классификация
3-й Дварс дор Фландерен

## Статистика выступлений

### Гранд-туры
| Гранд-тур                 | 1963 |
| ------------------------- | ---- |
| Джиро д’Италия            | —    |
| Тур де Франс              | 73   |
| (c 2010 ) Вуэльта Испании | —    |

| —  | Не участвовал  |
| НФ | Не финишировал |